# António Fernandes de Sá
António Fernandes de Sá (Avintes, Vila Nova de Gaia, 7 de novembro de 1874 — Porto, 26 de novembro de 1959) foi um escultor e professor português.

## Vida e obra
Inscreveu-se na Escola de Belas Artes do Porto, em 1888, onde frequentou os cursos de Arquitetura, Pintura e Desenho Histórico.
Em 1896 vai para Paris, depois de ter concorrido ao pensionato do Estado no estrangeiro, na classe de Escultura. Classificou-se em primeiro lugar com a obra O Atirador do Arco.

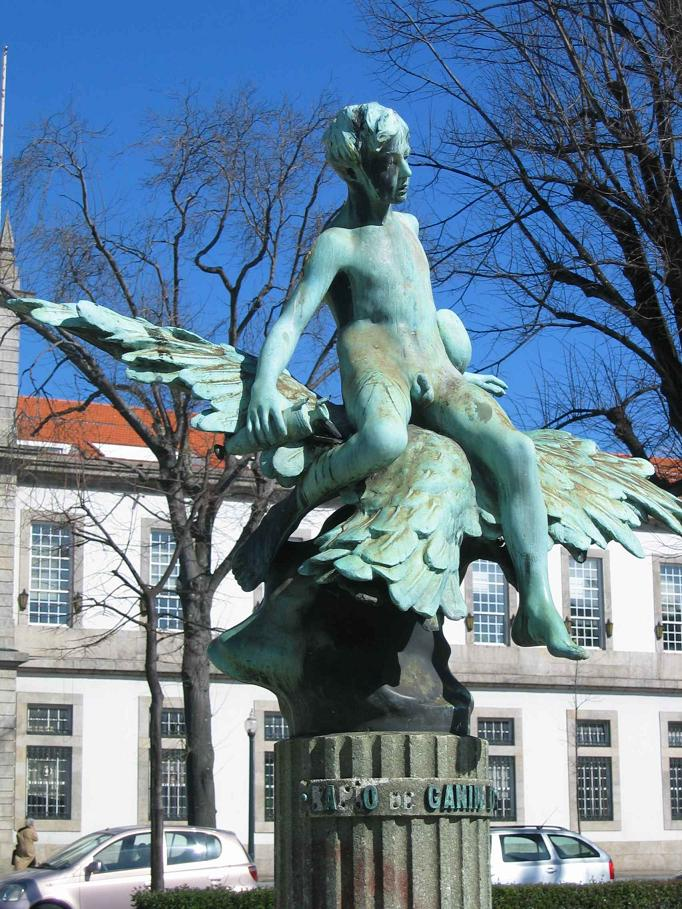
O Rapto de Ganimedes nos jardins de Teófilo Braga, na Praça da República (Porto). Em 2010 a estátua foi deslocada para os jardins da Cordoaria.

Na capital francesa frequentou a Academia Julien, a École des Beaux-Arts, a Académie Colarossi, foi admitido no Salon (1898) e participou na Exposição Universal de Paris (1900). Confraternizou com os artistas franceses e sofreu as influências de alguns deles, como Auguste Rodin, Denys Puech e Alexandre Falguière.
O seu grupo escultural O Rapto de Ganimedes — que representa o formoso rapaz da mitologia grega sendo transportado ao Olimpo pelo deus Zeus em forma de águia — está inspirado em La Sirène, de Puech. A obra mereceu uma menção honrosa no Salon de 1898, a medalha de bronze na Exposição Universal de 1900, e foi premiado em 1902 pela Sociedade Nacional de Belas-Artes.
As suas principais obras são:
- O Atirador do Arco
- O Rapto de Ganimedes
- Beija-flor
- Busto de António Cano
- Busto Desafio
- O Beijo Materno
- A Cabeça de Velha
- A Vaga
- Camões após o Naufrágio
- Busto do Marquês de Pombal
- Virgem de Lurdes
- Busto de Clemente Menéres[1]